# Vertigo alabamensis
Vertigo alabamensis е вид коремоного от семейство Vertiginidae.

## Разпространение
Видът е разпространен в САЩ.